# Jacques Marcovitch
Jacques Marcovitch (1947) é Professor Emérito da Faculdade de Economia, Administração e Contabilidade da Universidade de São Paulo. Iniciou sua trajetória na Universidade de São Paulo em 1965. Graduou-se no curso de administração na turma de 1968, ano em que presidiu o Centro Acadêmico Visconde de Cairu e a Executiva Nacional dos Estudantes de Administração. Realizou seu mestrado na Owen Graduate School of Management, Vanderbilt University e obteve o grau de Doutor pela USP em 1973.
Atualmente é Professor Sênior da Faculdade de Economia Administração e Contabilidade e do Instituto de Relações Internacionais da Universidade de São Paulo, e membro do Conselho Superior do Graduate Institute of International and Development Studies (IHEID) em Genebra, Suíça.
Reitor da USP entre 1997 e 2001, foi presidente das Companhias de Energia do Estado de São Paulo entre 1986 e 1987. Secretário de Economia e Planejamento do Estado de São Paulo no ano de 2002, e Consultor Sênior do Fórum Econômico Mundial.
Publicou mais de uma dezena de livros e inúmeros artigos e ensaios com repercussão no meio acadêmico e fora dele. Sua contribuição concentra-se nas áreas de estratégia e inovação, energia, florestas e meio ambiente, governança universitária, pioneirismo empresarial e relações internacionais.

## Produção acadêmica
Sua produção acadêmica é fundamentada no exercício prático da gestão dentro e fora da universidade. Ao longo de sua carreira, os domínios da prática e da reflexão sempre se desenvolveram de forma paralela e complementar. Sua produção pode ser dividida em cinco áreas de interesse:

### Estratégia e inovação
Em 1974, recém-concluída sua tese sobre Eficácia Organizacional, precedida pela dissertação sobre o estudo de estratégia em organizações inovadoras, ainda em seu primeiro ano como professor do curso de Administração, estruturou em conjunto com pares de sua geração na FEA o Programa de Administração em Ciência e Tecnologia (PACTo), em um convênio estabelecido entre a USP e a Vanderbilt University.
Durante duas décadas seguintes, ministra a disciplina "Administração de Projetos e Programas". Entre 1980 e 1983, participa da publicação de duas obras sobre o tema da  gestão da inovação: Administração do Processo de Inovação Tecnológica (Editora Atlas) e Administração em Ciência e Tecnologia (Editora Edgard Blucher).
O período seguinte é marcado pela liderança de uma entidade internacional, da qual foi o primeiro presidente até o ano de 1992: a ALTEC - Asociación Latino-Iberoamericana de Gestión Tecnológica, uma instituição privada sem fins lucrativos que congrega profissionais e instituições "ativas na reflexão e no exercício da gestão tecnológica" que visa estimular ações de cooperação na região.
Em 1985 integra a Comissão de Política Científica e Tecnológica do Estado de São Paulo, e em 1992, assume a coordenação Internacional do Subprograma (XVI) de Gestión de la Investigación y del Desarrollo Tecnológico del Programa Iberoamericano de Ciencia y Tecnología para el Desarrollo o (CYTED-D). Em 1994, coordena e publica a obra coletiva: "Cooperação Internacional, Estratégia e Gestão” (Edusp). Três anos mais tarde, em 1997, organiza a coletânea "Tecnologia da Informação e Estratégia Empresarial", publicada pelas Editoras Futura e Siciliano, recebendo o seu primeiro Prêmio Jabuti da Câmara Brasileira do Livro.
Em 2016, no marco das comemorações dos 70 anos da FEA/USP, coordena o grupo de trabalho que concebe o Ciclo "Repensar o Brasil" dedicado a análise da governança publica e privada, previdência social, desigualdade e o futuro do trabalho.

### Energia, florestas e meio ambiente
Entre 1986-87, preside as Companhias Energéticas de São Paulo, CESP/CPFL/Eletropaulo/Comgas, no governo de André Franco Montoro.
Durante conferência da ONU sobre clima e desenvolvimento, realizada em Hamburgo em 1988, o climatologista Wilfred Bach lança um desafio aos integrantes da comitiva brasileira de realizar um programa de recuperação de florestas em uma escala nunca antes proposta. Esse desafio se materializou no programa interinstitucional, multidisciplinar e internacional do IEA: o projeto Floram.
Entre 1988 e 1993, enquanto diretor do IEA - Instituto de Estudos Avançados da USP, integrou o conselho de coordenação do projeto Floram. Nesse período, dedicou-se a liderar o processo de arregimentar os meios e talentos para promover o reflorestamento de uma área aproximada de 14 milhões de hectares em território brasileiro em um horizonte de 30 anos. Entre os idealizadores deste projeto que se alinhava com os debates sobre política ambiental na virada daquela década. Participaram dessa iniciativa acadêmicos como Aziz Ab'Saber, Leopold Rodés e Werner Zulauf.
Em 1992, integra a Comissão Coordenadora da USP para a Conferência das Nações Unidas sobre Meio Ambiente e Desenvolvimento, a ECO-92.
No ano de 2006, retorna ao tema na academia, com a publicação do livro "Para Mudar o Futuro: Mudanças Climáticas, Políticas Públicas e Estratégias Empresariais" pela Edusp, projeto que tem sequência com a publicação dos trabalhos de alunos do programa de pós-graduação da disciplina “Estratégia Empresarial e Mudanças Climáticas”, do Departamento de Administração da FEA/USP, que trazem análises sobre setores da economia e programas de mitigação de danos ambientais. Em 2014, organiza com os alunos da mesma disciplina a publicação de uma obra coletiva “Fundo Amazônia: cooperação internacional e gestão brasileira”, publicada em e-book pela Mombak Editora, laureada com o Prêmio Dow de Sustentabilidade daquele ano.
Em 2007, organiza e publica o livro “Crescimento Econômico e Distribuição de Renda - Prioridades para Ação” (EDUSP/SENAC), obra coletiva com contribuições de estudiosos de diversos setores trazendo reflexões sobre o tema. Tendo recebido o primeiro prêmio na categoria Economia, Administração e Negócios do Prêmio Jabuti 2008 da Câmara Brasileira do Livro, o livro é também publicado em inglês.
Entre os anos de 2007 e 2011, coordena e elabora, em parceria com os professores Carlos Roberto Azzoni e Eduardo Haddad o projeto Economia das Mudanças Climáticas no Brasil, financiado pela Embaixada Britânica no Brasil. Os resultados desse trabalho estão na origem de outra publicação: "Economia das Mudanças Climáticas no Brasil: Custos e Oportunidades", obra coletiva organizada em colaboração com Sergio Margulis e Carolina B. S. Dubeux (Synergia Ed. RJ).
Em 2008 passa a coordenar o Projeto “Economia das Mudanças Climáticas”, no Instituto Nacional de Ciência e Tecnologia para Mudanças Climáticas (CNPq/Fapesp/Capes).
Em 2011 publica a obra “A Gestão da Amazônia: Ações Empresariais, Políticas Públicas, Estudos e Propostas” (EDUSP), recebendo o Prêmio Jabuti 2012 na categoria Economia, Administração e Negócios, e referido por Adalberto Luis Val, então diretor do Instituto de Pesquisas da Amazônia, como "obra indispensável e leitura obrigatória dos que se interessam pelas questões amazônicas”.
Participa em 2016 da estruturação do projeto de cooperação DINTER em convênio entre a USP e a Universidade do Estado do Amazonas.
Em 2017, publica um artigo em coautoria com o professor Eduardo Haddad sobre as dimensões humanas e sociais nas discussões contemporâneas sobre mudanças climáticas.
Em 2018, integra o Conselho do “I Congresso de Gestão da Amazônia”, realizado em parceria com a UEA na cidade de Manaus.
No período 2018-2019, a convite da Universidade de Salamanca (USAL), em parceria com Adalberto Val do INPA, edita o Dossiê Bioma Amazônia, publicado na Revista de Estudios Brasileños (REB) da USAL Os seminários de lançamento foram realizados na Espanha em janeiro de 2019, na USAL e no Brasil, em março de 2019 na USP. 
No período 2019-2020, no âmbito da disciplina EAD 5978 Governança Ambiental, ministrada no curso de pós-graduação da FEA USP, inicia os seminários relativos à CND 2030 para a implantação pelo Brasil até 2030 da Contribuição Nacionalmente Determinada. 

### Governança Universitária
Como exemplo de seu compromisso com a reflexão sobre a administração, seu tempo de atuação à frente da reitoria da USP suscitou a publicação de três obras de importância como registro histórico e sobre temas de gestão universitária;
A Universidade (Im)Possível (Futura-Siciliano), editada internacionalmente em língua espanhola pela Cambridge University Press. Sobre esta obra, registre-se o comentário do professor Alfredo Bosi, aclamado crítico e estudioso da cultura e da literatura: 
"À vista de tantos exemplos, mostras de um conjunto denso e atual, espero ter dado ao leitor uma imagem da riqueza temática da ‘A Universidade (Im)Possível’, que constitui um marco na bibliografia nacional sobre o ensino superior”.
"A USP e seus desafios" (EDUSP) de 2001, publicado em dois volumes, organizados por Marília Junqueira Caldas, reproduz textos seus e de outros participantes do Fórum de Políticas Universitárias.
Sobre outra obra publicada neste ano: "Universidade Viva - Diário de um Reitor" registre-se um testemunho do amigo e bibliófilo José Mindlin, que durante sua gestão encaminhou a doação do seu acervo de livros que integra a coleção da Biblioteca Brasiliana Guita e José Mindlin: 
“Estou convencido de que este livro vai ser uma referência importante para quem queira conhecer uma instituição da magnitude da USP, ou que pretenda estudar a variada messe de problemas que a Universidade oferece, e de providências que exige”.
Como marcas de sua gestão na reitoria da USP, destacam-se a elaboração do Código de Ética da Universidade, a criação do Instituto de Relações Internacionais da USP e a criação de uma reserva de contingência que tem garantido a resiliência das finanças da instituição.
Ainda no campo das contribuições sobre governança universitária, organiza em 2015, com professor Adalberto Américo Fischmann, o seminário "Governança Universitária", destinado a dirigentes da USP, cujos temas abordados resultaram no Dossiê “Universidade em Movimento”, publicado no número 105 da Revista USP.  As discussões se orientaram em torno da crise financeira na Universidade vinda à tona em meados da década de 2010, e reúne um conjunto de análises e propostas para melhoria dos processos decisórios e de aspectos de governança institucional, tendo como parâmetro o caso concreto da Universidade de São Paulo. O resultado desse trabalho concretizou-se na obra coletiva  “Memória de uma Crise”, publicado em 2017, disponível no portal de livros abertos da USP.
No Biênio 2018/2019, atuou como coordenador do projeto de pesquisa "Indicadores de Desempenho das Universidades Estaduais Paulistas que reúne instituições de educação superior intensivas em pesquisa. Com resultado desta pesquisa apoiada pela FAPESP,  foram publicados em dois volumes a obra "Repensar a Universidade", desempenho acadêmico e comparações internacionais  e impactos para a Sociedade.   
Em junho de 2020 coordena o III Fórum “Desempenho Acadêmico e Comparações Internacionais”, um espaço de diálogo e colaboração focado no « Novo protagonismo da Ciência » para articular proposições relativas as Universidades frente ao  impacto econômico, social e ambiental, frente a pandemia Covid-19.     

### Pioneirismo Empresarial
Em 2001, concebe o Projeto Pioneiros e Empreendedores: A Saga do Desenvolvimento no Brasil O projeto busca apresentar análises de contexto e a história da vida e dos negócios de vinte e quatro personagens e grupos empresariais que marcaram a história econômica do Brasil. Entre 2003 e 2007, foram lançados os três volumes que compõem a coleção, editada pela EDUSP/Saraiva.
Ainda no contexto desse projeto, foi concebida e organizada uma exposição itinerante com objetos e conteúdos da pesquisa, e a publicação de reflexões sobre os processos de musealização dos conteúdos. Em entrevista à Folha de S.Paulo o professor explica os caminhos do projeto.
Organiza e publica, em 2012, em parceria com a professora Maria Cristina O. Bruno, o livro “Os caminhos e processos da musealização”. Mantendo a parceria lançam em 2016 a obra "O Brasil Reencontra os Pioneiros: Textos e Contextos Regionais”(EDUSP). Ainda no mesmo ano publica o artigo “Os museus no futuro do Brasil” na Revista Estudos Avançados da USP.
Em 2017, organiza em colaboração com o professor de história econômica, Alexandre Saes um curso de atualização para educadores e gestores da rede pública de educação básica e técnica, trabalhando a temática do pioneirismo e da educação empreendedora. O curso foi oferecido em  parceria entre a Faculdade de Economia e Administração da USP e  Museu da Imigração do Estado de São Paulo. Deste curso, resultou uma coletânea de projetos e iniciativas de autoria dos participantes, publicado em livro no ano seguinte, disponibilizado ao público pelo portal de livros abertos da USP. 
Em 2019, foi curador da Exposição “Pioneiros & Empreendedores em São Paulo” no Palácio dos Campos Elíseos. A exposição destacou a trajetória de empreendedores pioneiros dos séculos XIX e XX, que deram contribuições decisivas para o crescimento e modernização da economia brasileira. Nesta exposição, foram incluídas oito mulheres pioneiras, cujas trajetórias passaram a integrar o conjunto de personagens retratadas no projeto expositivo.  

### Relações Internacionais
Entre 1988 e 1993 coordena o Grupo de Análise da Conjuntura Internacional da USP integrado por Celso Lafer, Gilberto Dupas, Lenina Pomeranz, Geraldo Forbes, Tullo Vigevani. Em 1990 participa da elaboração das diretrizes para um política de cooperação internacional da USP (CCInt - Comissão de Cooperação Internacional).
Durante a sua gestão à frente da Reitoria da Universidade de São Paulo, entre 1997 e 2001, promove a estruturação e criação do Instituto de Relações Internacionais, no qual atualmente é professor sênior. 
Por ocasião da morte do brasileiro Sérgio Vieira de Mello, em um bombardeio na sede da ONU em Bagdá, no ano de 2003, organiza uma série de artigos do personagem e promove um seminário com especialistas em relações internacionais. O resultado desta iniciativa consolida-se na publicação do livro: “Sérgio Vieira de Mello - Pensamento e Memória” (Edusp/ Saraiva), reunindo alguns de seus artigos e entrevistas mais relevantes traduzidos para o português e ensaios inéditos de intelectuais e diplomatas brasileiros sobre o pensamento do personagem que ocupou nos últimos momentos de sua carreira o cargo de Alto-Comissário de Direitos Humanos da ONU.
O livro e o seminário deram origem a um projeto de disseminação desses conteúdos por meio de um programa de formação para professores do ensino fundamental e médio, tratando de temas defendidos pelo personagem, como o humanismo e o universalismo como formas de promover esses valores para as gerações futuras. O plano de aulas e textos e outros recursos educacionais estão disponíveis no site do projeto.
Em 2014 publica, em coautoria com o professor Pedro Dallari, a obra coletiva “Relações Internacionais de Âmbito Subnacional: A Experiência de Estados e Municípios no Brasil”, uma coletânea de artigos sobre paradiplomacia, ou diplomacia federativa, publicada pelo IRI/USP.
Ministra no IRI/USP a disciplina “Temas e Prática em Relações Internacionais”, com Pedro Dallari, destinada aos alunos de graduação e de pós-graduação, que conta com participação de profissionais de agências e organismos internacionais, para apresentar e debater questões práticas sobre o exercício e contextos de atuação da profissão.

## Prêmios e condecorações
- 2022 Professor Emérito, Universidade de São Paulo
- 2020 Professor Honorário, Instituto de Estudos Avançados da USP
- 2016 Professor Emérito, Faculdade de Economia, Administração e Contabilidade da Universidade de São Paulo
- 2009, Medalha Armando de Salles Oliveira (Brasil)
- 2007, Chevalier da Ordre National de la Légion d'Honneur (França)
- 2001, Grã-Cruz, Ordem de Rio Branco (Brasil)
- 2000, Grã Cruz, Ordem Nacional do Mérito Científico (Brasil)
- 2000, Grande Oficial, Ordem Nacional "Estrela da Romênia" (Romênia)
- 1999, Officier des Palmes académiques (França)
- 1999, Officier de l'Ordre national du Mérite (França)
- 1996, Prêmio Hopes for the future for a Sustainable World, da International Academy of Science, Munique (Alemanha)
- 1992, Prêmio de Mérito Tecnológico ANPEI (Brasil)
- 1989, Doutor Honoris Causa, Universidade Lyon 2 (França)
- 1989, Prêmio Moinho Santista, Fundação Santista (Brasil)

## Projetos de pesquisa e extensão
- Bioeconomia: Estudo das cadeias de valor no estado do Amazonas
- Indicadores de Desempenho Acadêmico das Universidades Estaduais Paulistas. Projeto Metricas.edu
- Sergio Vieira de Mello, Pensamento e Memória
- Pioneiros & Empreendedores. A Saga do desenvolvimento no Brasil
- Para Mudar o Futuro: Mudanças climáticas, políticas públicas e estratégias empresariais

## Obras selecionadas (Livros)
- Repensar a universidade II: impactos para a sociedade Marcovitch, J.(Org.). Editora FAPESP/ComArte, São Paulo, 2019.
- Bioma Amazônia, número especial (n6 v11) da Revista de Estudios Brasileños da Universidade de Salamanca, Val, A e Marcovitch , J (Orgs)
- Repensar a universidade: desempenho acadêmico e comparações internacionais Marcovitch, J.(Org.). Editora FAPESP/ComArte, São Paulo, 2018.
- Pioneirismo e Educação Empreendedora: projetos e Iniciativas Marcovitch, J., Saes, A.M. (Orgs.). Editora ComArte / FEA, São Paulo, 2018.
- Lahsen, M.; MARCOVITCH, J. ; Haddad, E. Dimensões Humanas e Econômicas das Mudanças Climáticas. In: Carlos A. Nobre; José A. Marengo. (Org.).   Mudanças Climáticas em Rede: Um Olhar Interdisciplinar. 1ªEd. Bauru-SP,  Canal6 Editora, 2017, v. , pp. 247–306.[10]
- Universidade em Movimento: Memória de uma Crise, Marcovitch, J. (Org.). São Paulo, Editora ComArte / FAPESP, São Paulo, 2017.
- Relações Internacionais de Âmbito Subnacional: A Experiência de Estados e Municípios no Brasil, Dallari, Pedro B. A; Marcovitch, J (Orgs.). São Paulo, IRI-USP, 2015.
- A Gestão da Amazônia -  Ações Empresariais, Políticas Públicas, Estudos e Propostas. 1ª. ed. São  Paulo-SP: EDUSP-2011] (Premio Jabuti 2012)
- Economia da Mudança do Clima no Brasil, Marcovitch, J ; Margulis, S. ; Dubeux, C. (Orgs.). Rio de Janeiro: Synergia Editora, 2011.
- Economic Growth and Income Distribution in Brazil: Priorities for Change. (Org.)  São Paulo: EDUSP, 2007.
- Pioneiros e Empreendedores - A saga do desenvolvimento no Brasil - São Paulo: EDUSP & Editora Saraiva, Vol. 3, 2007; Vol. 2, 2005; Vol. 1, 2003.
- Para Mudar o FUTURO - Mudanças climáticas, políticas públicas e estratégias empresariais. São Paulo: EDUSP e Editora Saraiva, 2006.
- Sérgio Vieira de Mello - Pensamento e Memória (Org.)  São Paulo: EDUSP e Editora Saraiva, 2004.
- La Universidad (Im)posible. 1ª. ed. Madrid: Cambridge University Press, 2002.
- Universidade Viva - Diário de um Reitor. São Paulo - SP: Editora Mandarim (Siciliano), 2001. 672 p.
- A Universidade (Im)Possível. São Paulo - SP: Futura Siciliano, 1998. 182 p.
- Tecnologia da Informação e Estratégia Empresarial. (Org.). São Paulo - SP: Editora Futura (Siciliano), 1997. (Premio Jabuti 1998)
- Cooperação Internacional, Estratégia e Gestão. (Org.). São Paulo-SP: Editora da USP - EDUSP, 1994.
- Administração Em Ciência e Tecnologia. (Org.). São Paulo-SP: Edgard Blucher, 1983.Referências

1. 1 2  «Currícuo da Plataforma Lattes». Consultado em 16 de novembro de 2016
2. ↑  «Curriculo da plataforma Lattes». Consultado em 16 de novembro de 2016
3. ↑  «Jacques Marcovitch | World Economic Forum». World Economic Forum. Consultado em 17 de novembro de 2016
4. ↑  «Asociación Latino-Iberoamericana de Gestión Tecnológica». www.oei.es. Consultado em 15 de novembro de 2016
5. ↑  «Videos - Ciclo de conferências FEA 70 anos "Repensar o Brasil" – FEA 70 anos». fea70anos.fea.usp.br. Consultado em 9 de abril de 2017
6. ↑  «Ciclo de conferências FEA 70 anos: "Repensar o Brasil" – FEA 70 anos». fea70anos.fea.usp.br. Consultado em 9 de abril de 2017
7. ↑  «Projeto Floram e desenvolvimento sustentável» (PDF). Revista Estudos Avançados 10, 1996. Consultado em 15 de novembro de 2016
8. ↑  «Portal do Projeto "Para mudar o Futuro, Mudanças climáticas, políticas públicas e estratégias empresariais"». Consultado em 15 de novembro de 2016
9. ↑  do Val, Adalberto Luis (2007). «Apresentação do Volume» (PDF). Consultado em 15 de novembro de 2016
10. 1 2  Marcovitch, Jacques; Haddad, Eduardo (2017). «Dimensões Humanas e Econômicas das Mudanças Climáticas.». Mudanças Climáticas em Rede: Um Olhar Interdisciplinar.  Carlos A. Nobre; José A. Marengo. 1a ed. Bauru, SP: Canal6 Editora. pp. 247–306. ISBN 978-85-7917-463-6. Consultado em 15 de fevereiro de 2018
11. ↑  «RESOLUÇÃO Nº 4871, DE 22 DE OUTUBRO DE 2001 | Normas USP». www.leginf.usp.br. Universidade de São Paulo. Consultado em 24 de novembro de 2016
12. ↑  «Dossiê "Universidade em Movimento" | FEA - USP». www.fea.usp.br. Consultado em 24 de novembro de 2016
13. ↑  Marcovitch, Jacques (2017). Universidade em Movimento: Memórias de uma crise. São Paulo: ComArte/Fapesp. ISBN 978-85-7166-132-5. doi:10.11606/9788571661325. Consultado em 10 de fevereiro de 2018
14. ↑  «Portal Metricas.edu». Projeto Metricas.edu. Consultado em 22 de outubro de 2018
15. ↑  Marcovitch, Jacques (2018). Repensar a universidade: desempenho acadêmico e comparações internacionais. São Paulo: FAPESP/Com Arte. Consultado em 22 de outubro de 2018
16. ↑  MARCOVITCH, Jacques (2019). Repensar a Universidade II: Impactos para a Sociedade. São Paulo: COM-ARTE/FAPESP. 328 páginas. ISBN 978-85-7166-196-7. doi:10.11606/9788571661967
17. ↑  Marcovitch, Jacques. Pioneiros e Empreendedores: A saga do desenvolvimento no Brasil. [S.l.]: Edusp/Saraiva. ISBN 9788531410635
18. ↑  Pinto, Ana Estela de Sousa (14 de setembro de 2017). «Brasil precisa valorizar seus próprios capitalistas, diz ex-reitor da USP». Folha de S. Paulo. Consultado em 10 de fevereiro de 2017
19. ↑  Marcovitch, j. Saes, A.M. (Orgs) (2018). Pioneirismo e educação empreendedora: Projetos e Iniciativas. São Paulo: ComArte, FEA. ISBN 978-85-7166-180-6. doi:10.11606/9788571661806. Consultado em 10 de fevereiro de 2018
20. ↑  Marcovitch, Dallari, Jacques, Pedro. Relações Internacionais de âmbito Subnacional: A Experiência de Estados e Municípios no Brasil (2014). [S.l.]: USP. Consultado em 22 de outubro de 2018